# کونیگسفلد (زاکسونی)
کونیگسفلد (به آلمانی: Königsfeld) یک شهر در آلمان است که در میتل‌زاکسن واقع شده‌است. کونیگسفلد ۱٬۷۱۷ نفر جمعیت دارد.